# Antoine Pinay
Antoine Pinay, född 31 december 1891 i Saint-Symphorien-sur-Coise i departementet Rhône, död 13 december 1994, var en fransk politiker och konseljpresident (regeringschef). Han var en av grundarna till det liberal-konservativa partiet Centre National des Indépendants et Paysans.
Pinay skadade sig i första världskriget och armen förblev förlamad livet ut. Han stannade i Frankrike under tyska ockupationen under andra världskriget och samarbetade till en början med Philippe Pétain, men bröt med Vichyregimen efter bara några månader. Han var ledamot av Nationalförsamlingen från 1936 och tjänstgjorde i flera regeringar under fjärde republiken, bland annat som konseljpresident 1952-1953 och utrikesminister 1955-1956.
År 1973 utnämndes han till den nyinrättade befattningen Médiateur de la République (ungefär justitieombudsman).